# ميشيل دي روكو
ميشيل دي روكو (بالإيطالية: Michele di Rocco)‏ مواليد 4 مايو 1982 في فولينيو، أومبريا، إيطاليا، هو ملاكم إيطالي. شارك في دورة الألعاب الأولمبية الصيفية سنة 2004. حقق الميدالية البرونزية في ألعاب البحر الأبيض المتوسط 2001.

## إحصائيات
خاض خلال مسيرته 43 نزالا، فاز في 40 وتعادل في 1 وخسر في 2. فاز بالضربة القاضية في 18 نزالا.

## الميداليات
| الميدالية | المسابقة                        |
| --------- | ------------------------------- |
| برونزية   | ألعاب البحر الأبيض المتوسط 2001 |

## روابط خارجية
- ميشيل دي روكو على موقع بوكس ريك (الإنجليزية) (registration required)
- ميشيل دي روكو على موقع أوليمبيديا (الإنجليزية)